# Rishra (città censita)
Rishra è una suddivisione dell'India, classificata come census town, di 12.225 abitanti, situata nel distretto di Hooghly, nello stato federato del Bengala Occidentale. In base al numero di abitanti la città rientra nella classe IV (da 10.000 a 19.999 persone).

## Società

### Evoluzione demografica
Al censimento del 2001 la popolazione di Rishra assommava a 12.225 persone, delle quali 6.217 maschi e 6.008 femmine. I bambini di età inferiore o uguale ai sei anni assommavano a 1.182, dei quali 575 maschi e 607 femmine. Infine, coloro che erano in grado di saper almeno leggere e scrivere erano 9.743, dei quali 5.239 maschi e 4.504 femmine.